# Książę świata
Książę świata (w Wulgacie (łac.) Princeps huius mundi) lub, według Biblii Tysiąclecia, Pan tego świata  jest to jedno z określeń szatana użyte przez Chrystusa w Ewangelii Jana, (12,31 i 14,30).
W sztuce średniowiecznej szatan jako książę świata przedstawiany był  zwłaszcza w górnoreńskiej rzeźbie katedralnej końca XIII w. Wyobrażany jest jako mężczyzna w królewskim stroju, wykonujący uwodzicielskie gesty. Jego ubiór z tyłu jest rozcięty i po nagim ciele pełzają żaby, węże, jaszczurki i tym podobne gady lub płazy. Widoczne też bywają płomienie ognia piekielnego. Na południowym portalu katedry w Strasburgu oraz na portalu głównym katedry bazylejskiej książę świata jest ukazany jako uwodziciel panien głupich. W przedsionku katedry we Fryburgu Bryzgowijskim towarzyszą mu personifikacje występków — Rozpusty (łac.Luxuria) i Pożądliwości (łac. Voluptas).